# Álbuns número um na Billboard 200 em 2003

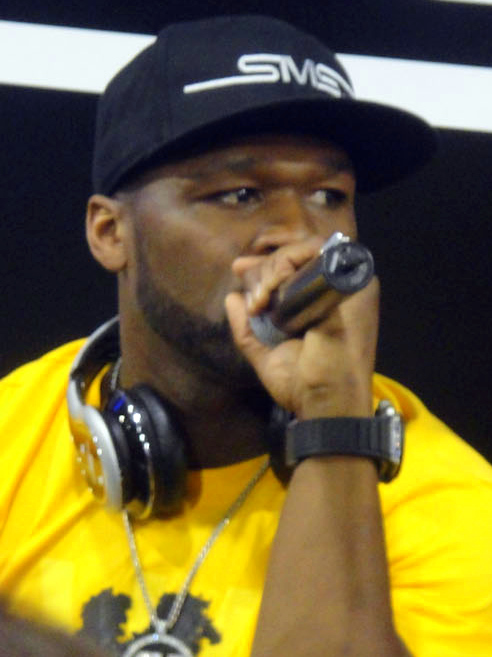
Get Rich or Die Tryin' rendeu a 50 Cent o seu primeiro número um e foi ainda o álbum mais vendido do ano.

A seguir apresenta-se a lista dos álbuns que alcançaram a primeira posição da Billboard 200 no ano de 2003. Os dados usados na elaboração da lista foram compilados pelo serviço Nielsen Soundscan, com base nas vendas físicas semanais de cada álbum nos Estados Unidos, e publicados pela revista Billboard. Neste ano, 32 álbuns alcançaram a primeira posição da tabela pela primeira vez nas suas 52 publicações semanais. No entanto, Up! da cantora Shania Twain e a banda sonora do filme 8 Mile iniciaram a sua corrida no topo no ano anterior e foram, portanto, excluídos.
Em 2003, uma quantidade impressionante de treze artistas conseguiu alcançar a liderança da Billboard 200 pela primeira vez. Eles são: Norah Jones, Kelly Clarkson, Luther Vandross, Beyoncé, Clay Aiken, Ruben Studdard, Monica, Hilary Duff, o duo OutKast, os rappers Ludacris e 50 Cent, e a bandas Linkin Park e Godsmack. Get Rich or Die Tryin' de 50 Cent estreou na primeira posição com 872 mil unidades vendidas ao longo da sua primeira semana de comercialização, uma quantidade recorde para um álbum de hip hop. Na semana subsequente, vendeu mais 822 mil unidades, tornando-se no álbum de hip hop mais rapidamente vendido de sempre. No total, o álbum ocupou o primeiro posto por um total de seis semanas não-consecutivas, o maior acumulado para qualquer álbum de 2003, e foi também o mais vendido do ano, somando 6,54 milhões de unidades até ao fim-do-ano e recebendo a certificação de disco de platina por seis vezes pela Recording Industry Association of America (RIAA). Embora lançado em Fevereiro de 2002, Come Away with Me, trabalho de estreia de Norah Jones, apenas conseguiu atingir o primeiro posto da tabela em Janeiro deste ano, no qual permaneceu por quatro semanas. O álbum terminou o ano como o segundo mais vendido e é hoje um dos mais vendidos dos EUA, segundo vendas controladas pela Nielsen SoundScan. Alicia Keys foi a artista feminina com a maior estreia no topo, tendo o projeto The Diary of Alicia Keys comercializado 618 mil cópias ao longo da sua semana de estreia.
Três dos álbuns que lideraram a tabela neste ano foram de vencedores do programa de talentos American Idol. Kelly Clarkson foi a primeira com Thankful, seguida por Clay Aiken com Measure of a Man e mais tarde Ruben Studdard com Soulful. Measure of a Man foi o melhor sucedido em termos de vendas, liderando a tabela por duas semanas com a melhor estreia entre os três. Bad Boys II foi o único trabalho de banda sonora a conseguir alcançar o número um em 2003, no qual permaneceu por quatro semanas. The Golden Age of Grotesque, segundo número um da banda Marilyn Manson, foi o décimo primeiro projecto a liderar a tabela de álbuns sem conseguir posicionar uma única canção na tabela de singles e ainda o segundo da banda a conseguir tal feito. Grand Champ rendeu ao rapper DMX o seu quinto número um consecutivo na tabela, enquanto The Black Album rendeu a Jay-Z o seu sexto consecutivo, a maior quantidade entre artistas de hip hop até então.

## Histórico

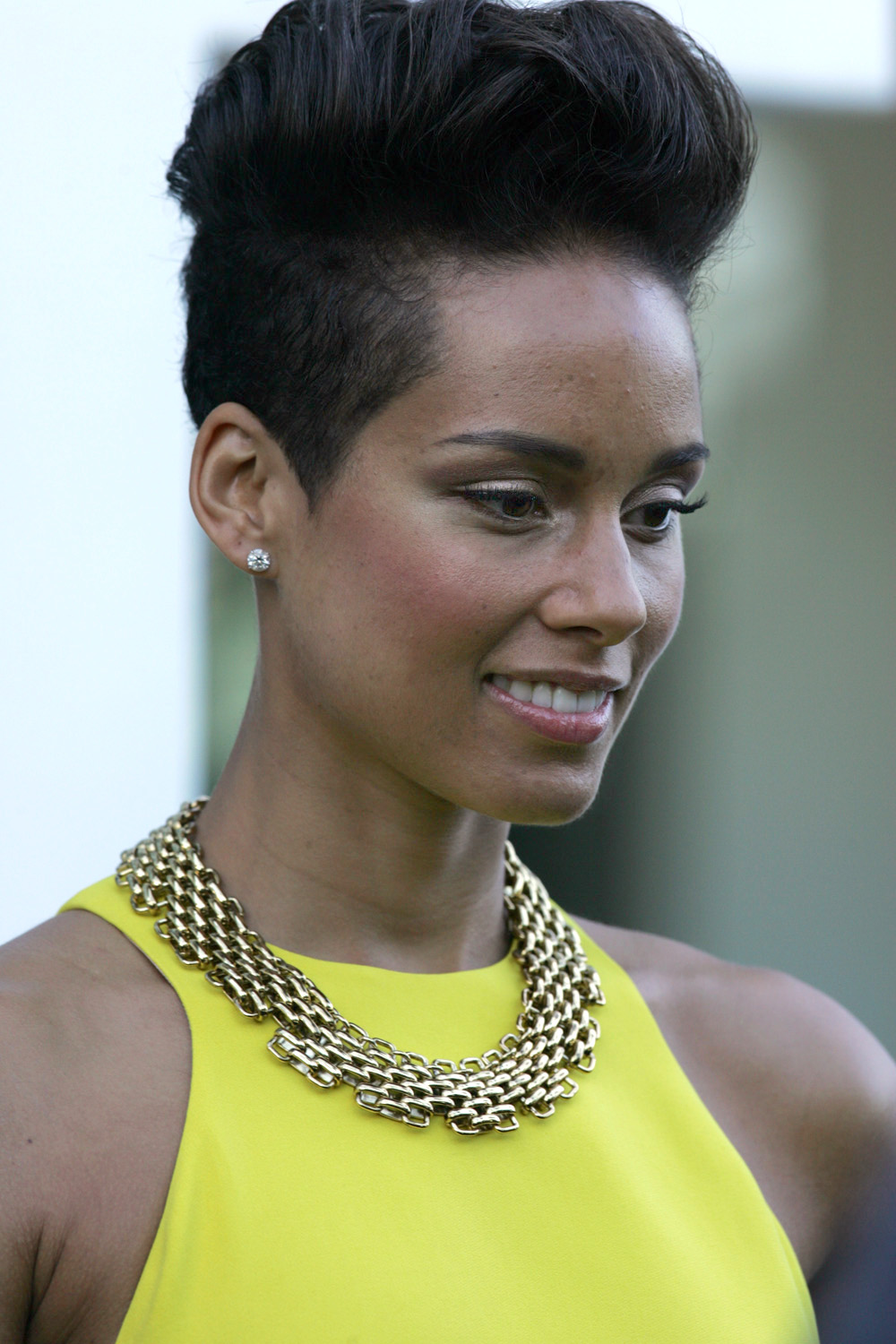
Com The Diary of Alicia Keys, Alicia Keys foi a artista feminina com a maior estreia do ano.

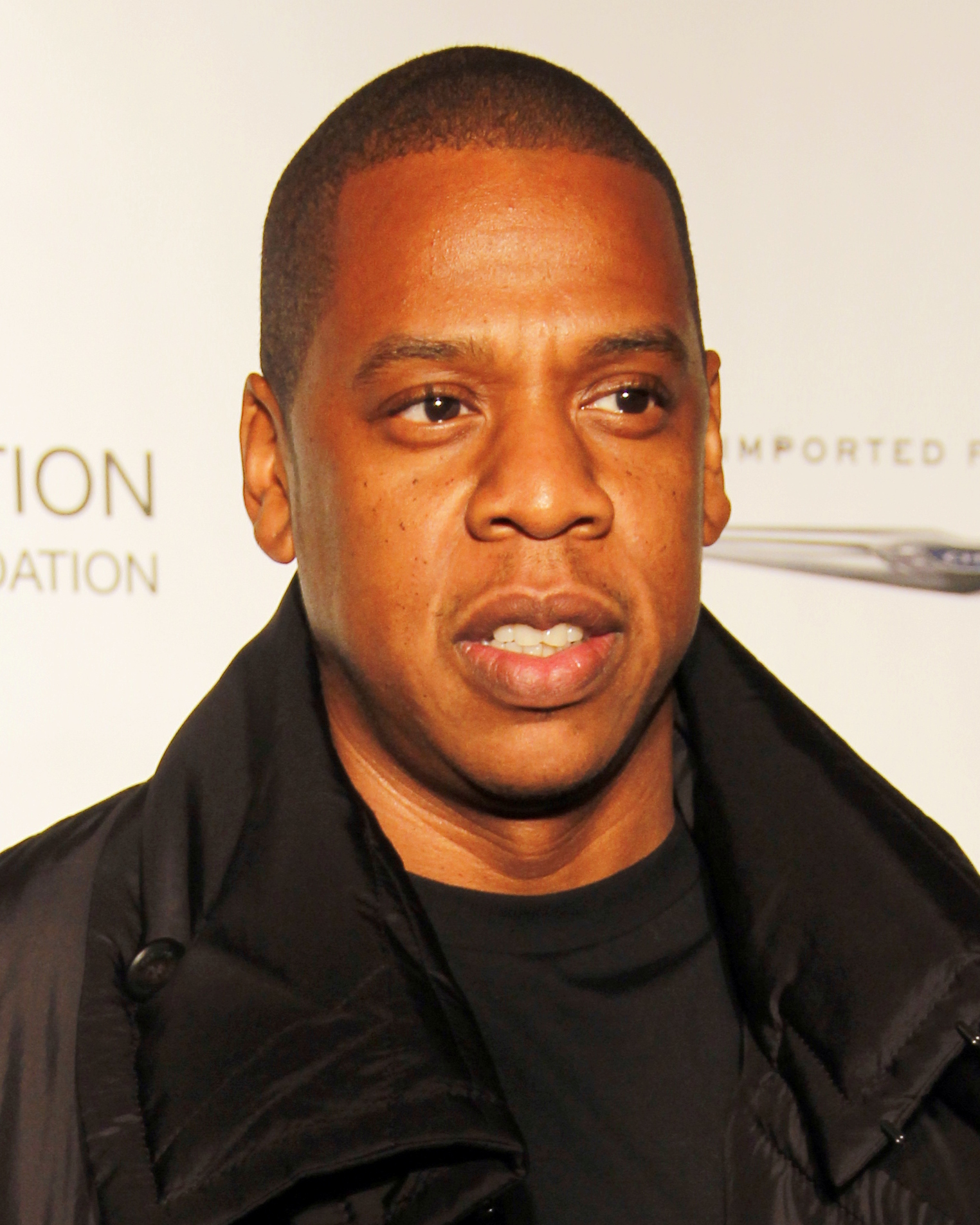
The Black Album rendeu a Jay-Z o seu sexto número um consecutivo, a maior quantidade entre artistas de hip hop até então.

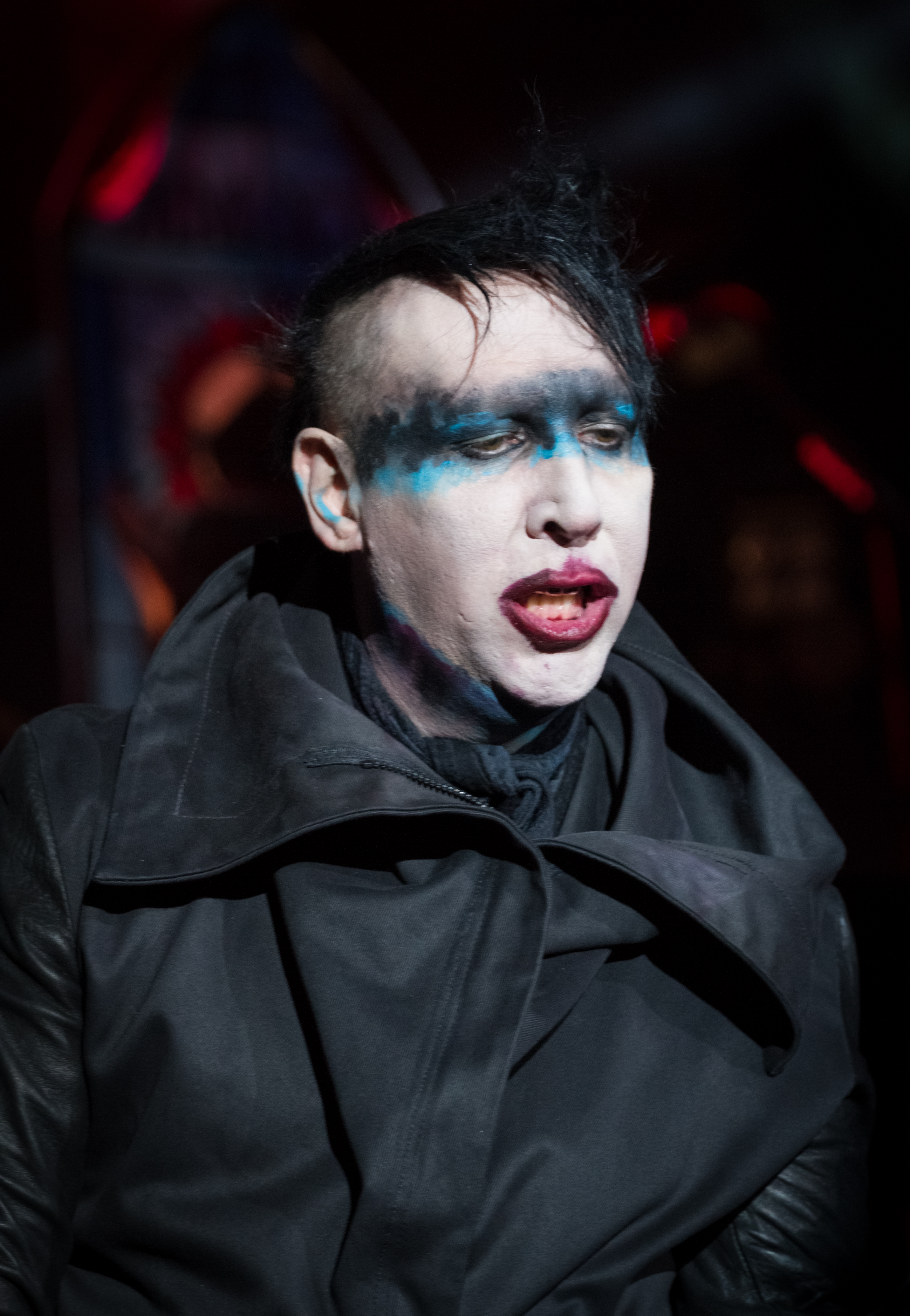
The Golden Age of Grotesque, primeiro número um da banda Marilyn Manson (imagem: vocalista), foi o décimo primeiro projecto a liderar a tabela de álbuns sem conseguir posicionar uma única canção na tabela de singles.

| Data            | Álbum                          | Artista(s)                                          | Vendas (em milhares) | Ref.   |
| --------------- | ------------------------------ | --------------------------------------------------- | -------------------- | ------ |
| 4 de Janeiro    | Up!                            | Shania Twain                                        | 459                  | [ 5 ]  |
| 11 de Janeiro   | 8 Mile                         | Vários                                              | 313                  | [ 6 ]  |
| 18 de Janeiro   | 8 Mile                         | Vários                                              | 119                  | [ 7 ]  |
| 25 de Janeiro   | Come Away with Me              | Norah Jones                                         | 108                  | [ 8 ]  |
| 1 de Fevereiro  | Come Away with Me              | Norah Jones                                         | 114                  | [ 9 ]  |
| 8 de Fevereiro  | Come Away with Me              | Norah Jones                                         | 112                  | [ 10 ] |
| 15 de Fevereiro | Home                           | Dixie Chicks                                        | 104                  | [ 11 ] |
| 22 de Fevereiro | Get Rich or Die Tryin'         | 50 Cent                                             | 872                  | [ 12 ] |
| 1 de Março      | Get Rich or Die Tryin'         | 50 Cent                                             | 822                  | [ 13 ] |
| 8 de Março      | Chocolate Factory              | R. Kelly                                            | 532                  | [ 14 ] |
| 15 de Março     | Come Away with Me              | Norah Jones                                         | 621                  | [ 15 ] |
| 22 de Março     | Get Rich or Die Tryin          | 50 Cent                                             | 337                  | [ 16 ] |
| 29 de Março     | Get Rich or Die Tryin          | 50 Cent                                             | 280                  | [ 17 ] |
| 5 de Abril      | Get Rich or Die Tryin          | 50 Cent                                             | 234                  | [ 18 ] |
| 12 de Abril     | Meteora                        | Linkin Park                                         | 810                  | [ 19 ] |
| 19 de Abril     | Meteora                        | Linkin Park                                         | 265                  | [ 20 ] |
| 26 de Abril     | Faceless                       | Godsmack                                            | 265                  | [ 21 ] |
| 3 de Maio       | Thankful                       | Kelly Clarkson                                      | 297                  | [ 22 ] |
| 10 de Maio      | American Life                  | Madonna                                             | 241                  | [ 23 ] |
| 17 de Maio      | Get Rich or Die Tryin          | 50 Cent                                             | 100                  | [ 24 ] |
| 24 de Maio      | Body Kiss                      | The Isley Brothers com participação de Ronald Isley | 150                  | [ 25 ] |
| 31 de Maio      | The Golden Age of Grotesque    | Marilyn Manson                                      | 118                  | [ 26 ] |
| 7 de Junho      | 14 Shades of Grey              | Staind                                              | 220                  | [ 27 ] |
| 14 de Junho     | How the West Was Won           | Led Zeppelin                                        | 154                  | [ 28 ] |
| 21 de Junho     | St. Anger                      | Metallica                                           | 418                  | [ 29 ] |
| 28 de Junho     | Dance with My Father           | Luther Vandross                                     | 442                  | [ 30 ] |
| 5 de Julho      | After the Storm                | Monica                                              | 185                  | [ 31 ] |
| 12 de Julho     | Dangerously in Love            | Beyoncé                                             | 317                  | [ 32 ] |
| 19 de Julho     | Chapter II                     | Ashanti                                             | 326                  | [ 33 ] |
| 26 de Julho     | Chapter II                     | Ashanti                                             | 135                  | [ 34 ] |
| 2 de Agosto     | Bad Boys II                    | Vários                                              | 324                  | [ 35 ] |
| 9 de Agosto     | Bad Boys II                    | Vários                                              | 197                  | [ 36 ] |
| 16 de Agosto    | Bad Boys II                    | Vários                                              | 155                  | [ 37 ] |
| 23 de Agosto    | Bad Boys II                    | Vários                                              | 121                  | [ 38 ] |
| 30 de Agosto    | Greatest Hits Volume II        | Alan Jackson                                        | 328                  | [ 39 ] |
| 6 de Setembro   | The Neptunes Present... Clones | Vários                                              | 249                  | [ 40 ] |
| 13 de Setembro  | Love & Life                    | Mary J. Blige                                       | 286                  | [ 41 ] |
| 20 de Setembro  | Metamorphosis                  | Hilary Duff                                         | 249                  | [ 42 ] |
| 27 de Setembro  | Heavier Things                 | John Mayer                                          | 316                  | [ 43 ] |
| 4 de Outubro    | Grand Champ                    | DMX                                                 | 312                  | [ 44 ] |
| 11 de Outubro   | Speakerboxxx/The Love Below    | OutKast                                             | 510                  | [ 45 ] |
| 18 de Outubro   | Speakerboxxx/The Love Below    | OutKast                                             | 235                  | [ 46 ] |
| 25 de Outubro   | Chicken-n-Beer                 | Ludacris                                            | 429                  | [ 47 ] |
| 1 de Novembro   | Measure of a Man               | Clay Aiken                                          | 613                  | [ 48 ] |
| 8 de Novembro   | Measure of a Man               | Clay Aiken                                          | 225                  | [ 49 ] |
| 15 de Novembro  | Speakerboxxx/The Love Below    | OutKast                                             | 142                  | [ 50 ] |
| 22 de Novembro  | Shock'n Y'all                  | Toby Keith                                          | 585                  | [ 51 ] |
| 29 de Novembro  | The Black Album                | Jay-Z                                               | 463                  | [ 52 ] |
| 6 de Dezembro   | In the Zone                    | Britney Spears                                      | 609                  | [ 53 ] |
| 13 de Dezembro  | The Black Album                | Jay-Z                                               | 260                  | [ 54 ] |
| 20 de Dezembro  | The Diary of Alicia Keys       | Alicia Keys                                         | 618                  | [ 55 ] |
| 27 de Dezembro  | Soulful                        | Ruben Studdard                                      | 416                  | [ 56 ] |